# NGC 5688
NGC 5688 ist eine 11,9 mag helle Balkenspiralgalaxie vom Hubble-Typ SBc im Sternbild Wolf und etwa 119 Millionen Lichtjahre von der Milchstraße entfernt.
Sie wurde am 1. Juni 1834 von John Herschel mit einem 18-Zoll-Spiegelteleskop entdeckt, der dabei „not vF, S, vgbM, 25 arcseconds, among stars“ notierte.